# Sphaerobathytropa ribauti
Sphaerobathytropa ribauti är en kräftdjursart som beskrevs av Karl Wilhelm Verhoeff1908. Sphaerobathytropa ribauti ingår i släktet Sphaerobathytropa och familjen Scleropactidae. Inga underarter finns listade i Catalogue of Life.